# Химия органического твёрдого тела
Химия органического твёрдого тела (англ. — organic sold-state chemistry) – раздел химии твердого тела, изучающий всевозможные химические и физико-химические аспекты органических твердых тел (ОТТ), в частности, – их синтез, строение, свойства, реакционную способность, применение и др.

## История развития
В отдельный раздел науки химия твёрдого тела (ХОТТ) выделилась после работ  Китайгородского А.И., установившего органические кристаллы как относительно самостоятельный тип кристаллов и сформулировавшего основные принципы органических кристаллических структур .

## Органические твёрдые тела
В настоящее время к ОТТ относят не только кристаллические, но и аморфные тела, а также – любые иные, имеющие органическую природу и способность сохранять форму. 
Это – моно- и поликристаллы, жидкие кристаллы, порошки, в т.ч. – наноразмерные,    полимеры и низкомолекулярные соединения и т.д.

## Особенности ОТТ
В отличие от неорганических твердых тел, органические в среднем имеют низкие термическую устойчивость, плотность, электропроводность, механическую прочность и износостойкость.
Превышение средних показателей наблюдается лишь у отдельных представителей ОТТ, что всегда является объектом отдельных исследований. В качестве примеров можно назвать полимеры: тефлон, обладающий высокой плотностью > 2 г\см³, химической и температурной устойчивостью до 300 С; кевлар - высокопрочный пуленепробиваемый материал.
Причиной особых свойств ОТТ является высокая распространённость слабых химических связей (ковалентная межатомная и когезионная межмолекулярная) в органических соединениях.
Это в свою очередь проявляется в феномене высокой реакционной способности ОТТ при комнатной температуре.
В отдельных классах органических веществ реализуются относительно более сильные связи (ионная, донорно-акцепторная, элемент-углеродная), что и обусловливает их выделение в отдельные классы ОТТ, отличающихся более высокой проводимостью (например, соли), термоустойчивостью, механической прочностью и др.

## Реакции ОТТ
К реакциям ОТТ обычно относят реакции типа "твёрдое - твёрдое", которые не сопровождаются изменением начального или конечного твердофазного состояния веществ, а также реакции типа "газ - твёрдое". 
Однако, для обеспечивания транспорта веществ необходимо образование промежуточных подвижных фаз (жидкость или газ).
В качестве примеров таких реакций можно привести топохимические реакции , в которых промежуточные подвижные фазы отсутствуют или представлены т.наз. "двумерной жидкостью". К ним относятся фотохимические реакции, реакции твердофазной полимеризации, изомеризации и др.. Таким способом могут быть получены уникальные кристаллические вещества, обладающих кристаллохимическим подобием с исходными реагентами.
Другим примером являются механохимические реакции, в которых взаимодействие веществ происходит на поверхности соприкасающихся твёрдых веществ, а образовавшийся продукт снимается посредством механического воздействия в специальных устройствах (мельницы, ступки), что приводит к периодическому обновлению активной поверхности и полному реагированию.
Примером реакций ОТТ, в которых образуются жидкие и газовые промежуточные фазы, является органический самораспространяющийся высокотемпературный синтез. Эти фазы, запускающие химическую волновую реакцию, образуются посредством локального теплового импульса.

## Применение ОТТ
ОТТ имеют всевозрастающее применение. Основной объём их использования создаётся твёрдыми полимерами, производство которых исчисляется миллионами тонн. Другие ОТТ производятся в существенно меньших количествах.
Другие области применения ОТТ — лекарства (порошки, таблетки), рабочие тела жидко-кристаллических мониторов, устройства записи информации, катализаторы (фталоцианины), химические сенсоры и др..
Относительно недавно обнаружены уникальные оптические свойства ОТТ, позволяющие широко применять их в качестве светоизлучающих устройств (OLED). Интенсивно ведутся поиски органических проводников, полупроводников, сверхпроводников и магнитов.